# 趙寅永
赵寅永（：／，1782年—1850年），字羲卿（희경)，号云石（운석）。本贯丰壤赵氏，朝鲜王朝后期政治家、文臣，是丰壤赵氏政治势道创始人赵万永的弟弟，朝鲜宪宗时期的领议政。在任期间大肆镇压天主教。1850年哲宗继位后被金左根逼死。